# 아흐메드 엘 아오우아드
아흐메드 엘 아오우아드(Ahmed El Aouad, 프랑스어 발음 아메 델 라우아)는 프랑스의 축구선수로 현재 미드필더로 활동하고 있다. 그는 모로코인의 후손이다.